# Conseil fédéral de sécurité (Allemagne)
Le Conseil fédéral de sécurité (en allemand : Bundessicherheitsrat) est un comité du gouvernement fédéral allemand qui sert d’organe de contrôle et d’autorisation des exportations d’armements. Il permet aussi la coordination de la politique de sécurité. La présidence est assurée par le chancelier fédéral. En tant que conseil permanent du gouvernement, il est confronté, d’une part, à la commission de la défense du Bundestag en tant que commission parlementaire et, d’autre part, au cabinet de sécurité en tant que cycle de discussions informel, convoqué de temps à autre,.

## Ancienne dénomination
Le conseil s’intitulait Conseil fédéral de la défense, de 1955 à 1969. 